# Миллс, Билли

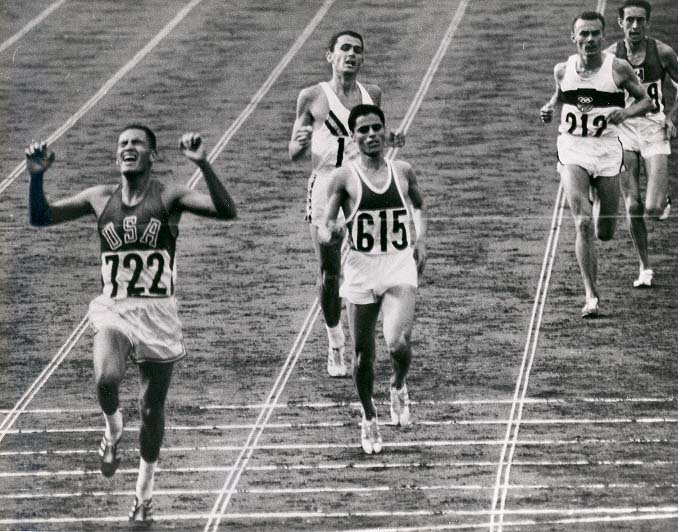
Билли Миллс побеждает в забеге на 10 000 м на Олимпиаде 1964 года в Токио. Следом финишировали (на фото): Гаммуди, Кларк, Волде и Леонид Иванов (СССР).

Уильям Мервин (Билли) Миллс (англ. William Mervin "Billy" Mills, имя при рождении — лакота Makata Taka Hela; род. 30 июня 1938, Pine Ridge, Южная Дакота) — американский стайер, олимпийский чемпион 1964 года в беге на 10 000 метров. Единственный американский олимпийский чемпион на этой дистанции и второй в истории США олимпийский чемпион — представитель коренных народов Америки.

## Биография
Билли Миллс родился и провёл детство в бедной индейской резервации Пайн-Ридж индейского племени оглала, в Южной Дакоте. В возрасте 12 лет остался сиротой и воспитывался бабушкой. В Haskell Institute, образовательном учреждении, ориентированном на образование для индейцев, начал заниматься бегом и боксом.
На спортивную стипендию поступил в Канзасский университет. Получил известность как кроссовый бегун.
В 1984 году имя Миллса вошло в Олимпийский зал славы США (U.S. Olympic Hall of Fame). Миллс имеет множество спортивных и общественных наград и признаний.
В 1990 году в соавторстве Миллса и писателя Николаса Спаркса вышла книга в жанре популярной психологии Wokini: A Lakota Journey to Happiness and Self-Understanding.

### Семья
Более 45 лет женат на Патрисии Миллс. У них три дочери и много внуков.

## Спортивная карьера
В 1960 году победил в индивидуальном зачёте в юношеском чемпионате по кроссу Big Eight (Big Eight cross-country championship), проводимом NCAA. После выпуска из университета (1962 год) поступил в Корпус морской пехоты США.
На Олимпиаде 1964 года в Токио участвовал в двух дисциплинах: беге на 10 000 метров и марафоне. На забеге 10 000 м фаворитами считались австралиец Рон Кларк, олимпийский чемпион 1960 года на этой дистанции Пётр Болотников и новозеландец Мюррей Халберг. Однако на последнем круге группа лидеров состояла только из Миллса, Кларка и Мохаммеда Гаммуди (Тунис). Получив небольшие тычки плечом от обгонявших его Кларка и Гаммуди, Миллс к середине последнего круга бежал третьим. Впоследствии он утверждал, что пытался расслабиться перед спуртом. На финишной прямой Миллс последовательно обошёл по третьей дорожке Кларка и Гаммуди. Итоговое время Миллса — 28.24,4 — оказалось на 50 секунд лучше его личного рекорда. Результат оказался неожиданным не только для журналистов, но и для самого Миллса. Успех Миллса был до 2012 года единственной медалью США в этой олимпийской дисциплине и поныне.
Через несколько дней состоялся олимпийский марафонский пробег, в котором участвовали Миллс и Кларк. Кларк занял 9-е место, Миллс — 14-е место со временем 2:22.55,4.

## Награды
- Президентская гражданская медаль (2012)
- Медаль «За службу национальной обороне» (1964)

## В киноискусстве
- Забег Миллса на 10 000 метров можно увидеть в первой серии документального фильма японских кинематографистов Tokyo Orimpikku (режиссёр Кон Итикава, 1965).
- В 1983 году в Канаде вышел художественный фильм — биографическая спортивная драма «Бегущий смельчак[англ.]», посвящённая Билли Миллсу и его спортивному подвигу[3]. Роль спортсмена исполнил Робби Бенсон.